# ボルドー・マスティフ
ボルドー・マスティフ（英：Bordeaux Mastiff）は、フランス原産のマスティフ犬種のひとつである。
別名はフレンチ・マスティフㅡ（英：French Mastiff）、ドーグ・ド・ボルドー（英：Dogue de Bordeaux）。

## 歴史
14世紀ごろに誕生したとされているが、生い立ちは謎に包まれている。先祖になった犬種もローマン・モロサスの説、グリーク・モロサスの説、ナポリタン・マスティフの説などがあり、定かではない。
はじめは主に闘犬として使われていた。持ち込まれたジャガーや捕獲したクマ、人などと戦う。尚、闘牛が盛んになると、これを小型化してさらに闘牛に適した体に改良した犬種が作出された。闘犬の他は、警備犬やイノシシ狩り用の猟犬、牛を誘導・管理する牧牛犬などとしても使われていた。
18世紀に起こったフランス革命により、貴族に飼われていた犬の多くは断頭台の露となり、絶滅の危機に陥った。しかし、この時は肉屋によって牧牛犬として使役されていた犬を元に繁殖を行い、絶滅を免れた。しかし、闘犬の禁止や牧牛の機械化、第一次世界大戦・第二次世界大戦の戦禍により2度目の受難を迎えた。この時は愛好家の手によって保護が行われ、戦火の激しい時期には安全な国へ疎開させるなどして分散飼育をすることにより生き残ることができた。戦後に再度本格的な繁殖が開始され、頭数を回復することができたが、時代の流れにより全ての使役を失ってしまった。しかし、印象的な外見から戦後はペットやショードッグとしてメインに使われるようになった。
現在は世界的な知名度と人気を誇るマスティフ犬種となり、多数の愛犬家により親しまれている。尚、闘犬の廃止後以降は獰猛な性質を緩和させる改良が加えられ、一般家庭でも飼育ができるようになった。ただし、やはり元が闘犬種であるマスティフのため、そのタイプの犬を飼ったことのない人には飼育できない犬である。
日本でも独特の風貌が人気を呼び、愛好家は少なくない。輸入だけでなく国内でのブリーディングも少数ながら行われていて、ペットやショードッグとして飼育されている。毎年国内登録も行われている。

## 特徴

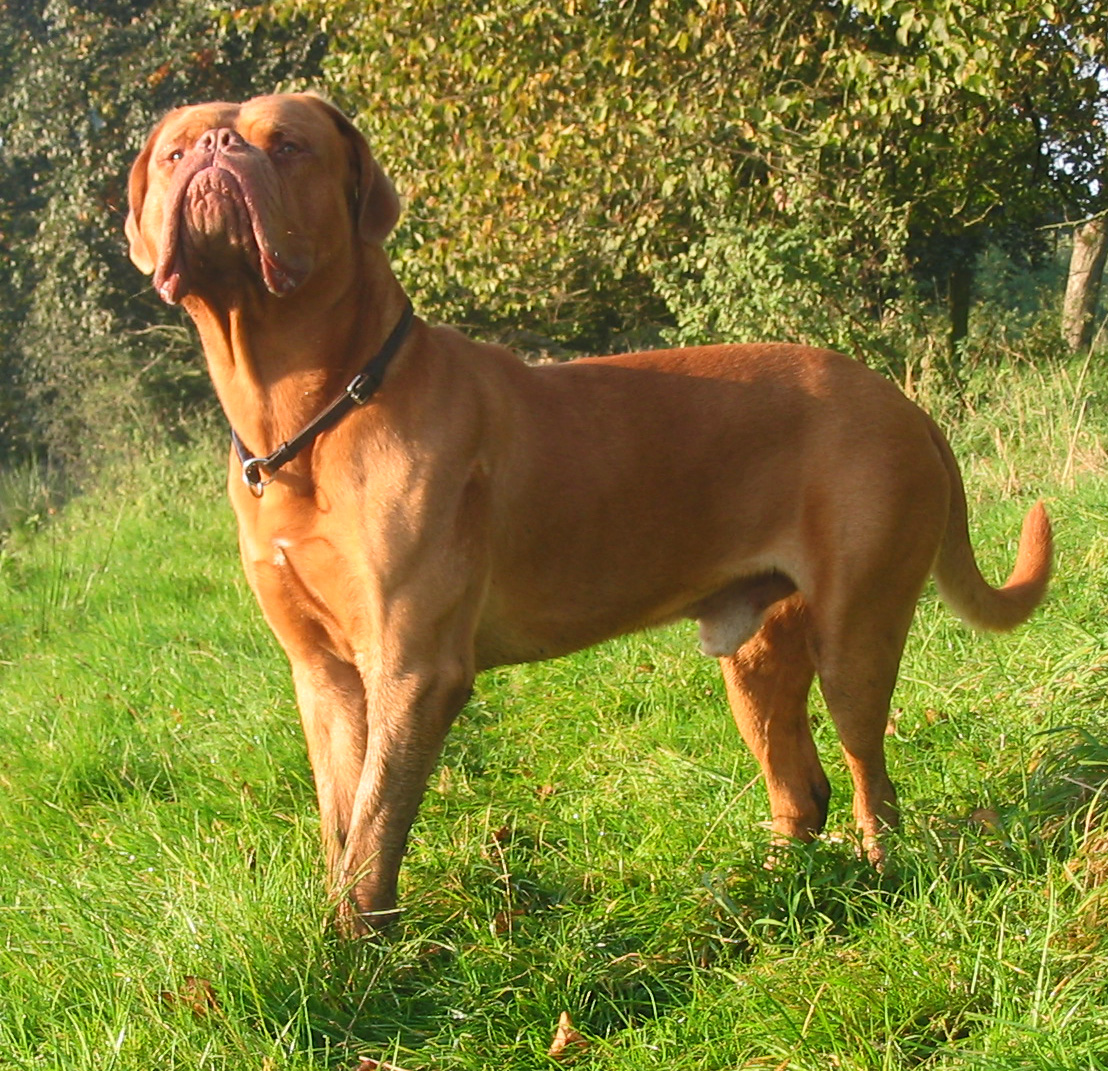
ボルドー・マスティフ

独特の顔つきと、オレンジ色に近い赤い毛色がボルドーのトレードマークである。顔には深いしわが刻まれていて、泣きっ面をしているかのような顔つきをしている。マズルは短いが、あごの力はかなり強靭である。デューラップ（のど下のたるみ）の他、背中などにも皮膚のたるみがあり、引っ張るとよく伸びる。これは闘犬として使われていたころの名残で、噛み付かれたときのダメージを軽減する役割を持つ。コートは少し硬めのスムースコートで、毛色はオレンジ色に近い赤のみ。名称としてはばらつきがありさまざまな呼び名がつけられているが、ウイスキーの色に近いことから「ウイスキー」、ボルドーのトレードマークであることから「ボルドー」または「ボルドー・レッド」などとも呼ばれる。
筋骨隆々で骨太のがっしりとした体つきをしていて、胸は広く、とても力が強い。頭部はかなり大きい。耳は垂れ耳、尾は太く飾り毛のない垂れ尾だが、以前は耳を断耳して立たせ、尾は短めに断尾されることも多かった。体高58〜69cm、体重36〜46kgの大型犬で、性格は落ち着きがあり忠実で従順だが、警戒心が強く防衛本能も高い。普段は物静かでものぐさで寝そべっていることが大好きだが、主人家族の命令にはしっかりと従うことが可能である。寝そべっていても常に警戒心は怠らず、主人家族に危害を加えそうだと見なしたものは的確な効果のある攻撃を仕掛ける。このため、飼育には力を制御するためのしっかりとした訓練をすることが必要である。マスティフ系犬種に知識のない人には飼育できず、熟練者や手懐ける自信がなければドッグトレーナーに訓練してもらう。運動量は普通で、体重が重く腰に負担がかかりやすいので、激しい運動はできない。その代わり、飼育スペースが通常の大型犬種よりやや小さくても済むのが利点である。尚、よだれが多いのはマスティフ犬種にはよく見られることである。かかりやすい病気は大型犬にありがちな股関節形成不全、関節疾患、しわの間にできやすい皮膚疾患などがある。関節疾患は太り過ぎないようにし、皮膚疾患はしわの間を蒸しタオルなどでまめに拭いて清潔にすることで予防が可能である。